# Lokomotivwechsel
Ein Lokomotivwechsel ist der Austausch des einen Zug antreibenden Triebfahrzeuges. 
Ein Lokomotivwechsel kann dem Wenden mit Lokomotivwechsel dienen, technisch bedingt sein (z. B. durch fehlende oder unterschiedliche Elektrifizierung einer Teilstrecke) oder seine Ursache in der Beteiligung verschiedener Bahngesellschaften haben, wie sie z. B. an Grenzbahnhöfen vorkommen. 
Der Lokomotivwechsel an Systemtrennstellen ist aber heutzutage aufgrund der Etablierung von Mehrsystemfahrzeugen meistens nicht mehr notwendig.